# Johann Joachim Kändler
Johann Joachim Kändler (ur. 15 czerwca 1706 w Fischbach, zm. 18 maja 1775 w Miśni) – niemiecki rzeźbiarz i dekorator porcelany na dworze Augusta Mocnego, współautor dekoracji rzeźbiarskiej drezdeńskiego Zwingeru, kierownik działu rzeźby w manufakturze porcelany w Miśni.

## Życiorys
Projektował rzeźby utrzymane w duchu baroku, a od 1742 rokokowe np. figurki polskiej szlachty w kontuszach oraz „małpiej orkiestry”. Jego prace to m.in.: „Golgota” – ostatnia kompozycja Kändlera o treści religijnej z lat 1743–1744, pierwotnie wykonana dla Henryka Brühla, a obecnie przechowywana na Zamku Królewskim na Wawelu oraz serwisy: pochodzący z lat 1737–1741, liczący ok. tysiąca sztuk naczyń, serwis Aleksandra Józefa Sułkowskiego, serwis koronacyjny Augusta III oraz wykonany w latach 1737–1741 „serwis łabędzi” wykonany dla Henryka Brühla obliczony na 100 osób i ok. 2500 naczyń.

## Galeria

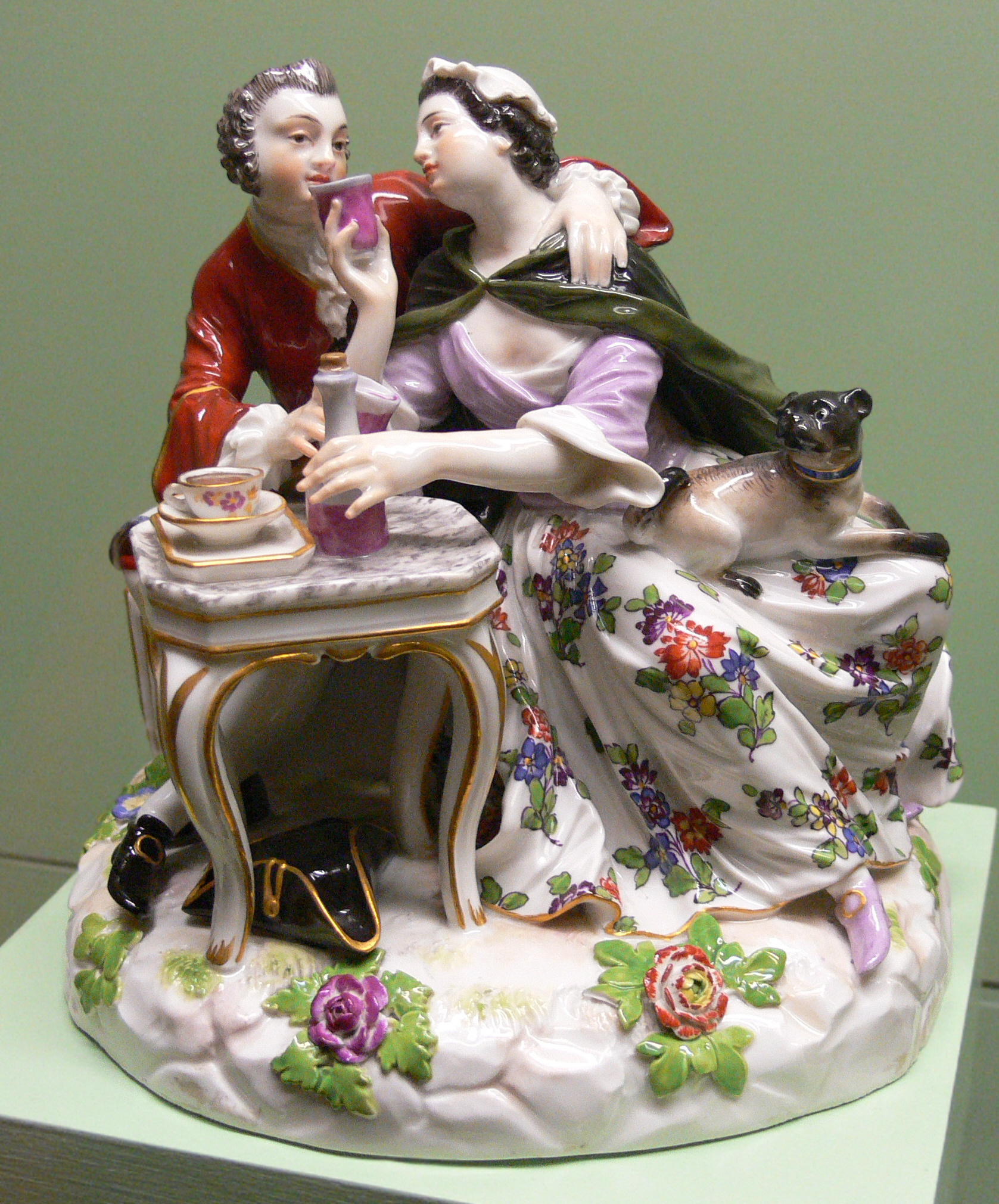
Figurki z porcelany miśnieńskiej, 1744
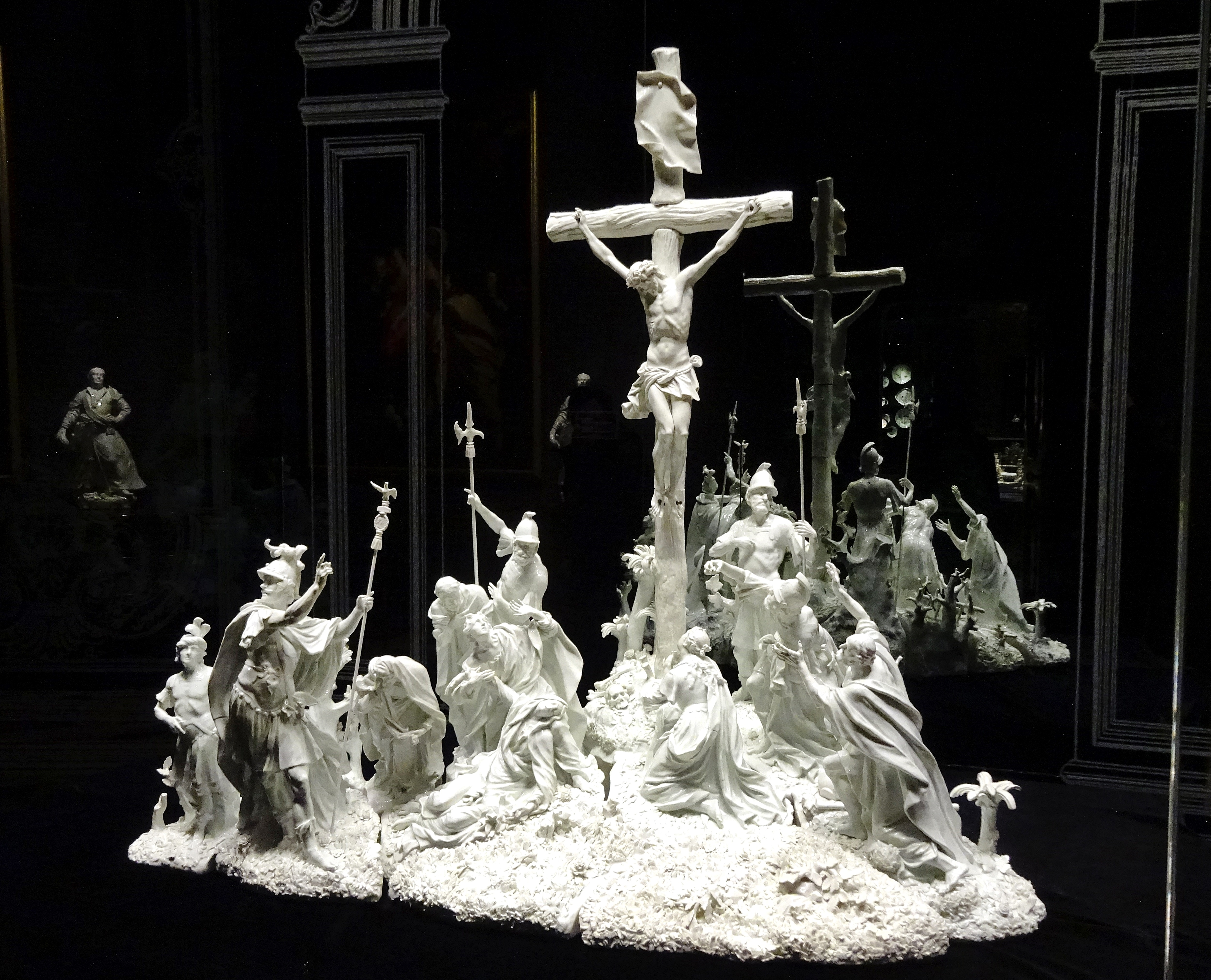
Kompozycja Ukrzyżowanie ze zbiorów Zamku Królewskiego na Wawelu, 1744